# Marcel Throm
Marcel Throm  (* 21. April 1979 in Eberbach) ist ein ehemaliger deutscher Fußballspieler.

## Karriere
In der Jugend spielte Throm für den FV Mosbach, den SV Waldhof Mannheim und den SV Robern. 1998 wechselte er zum SG Heidelberg-Kirchheim in die Oberliga Baden-Württemberg. Im Jahr 2000 kam er zur TSG 1899 Hoffenheim. Mit Hoffenheim schaffte er den Aufstieg in die Regionalliga Süd und in die 2. Bundesliga. Bis zu seinem Wechsel zu den Sportfreunden Siegen Ende 2007 bestritt Marcel Throm 195 Liga- sowie acht DFB-Pokalspiele für den Verein und ist damit Rekordspieler der neueren Vereinsgeschichte. 
Ab 2008 spielte Throm für den SV Sandhausen zwei Jahre in der 3. Liga. 
Zur Saison 2010/11 wechselte Throm zur SpVgg Neckarelz in die Oberliga Baden-Württemberg. Mit dem Verein wurde er 2012/13 Meister der Oberliga und stieg in die Regionalliga Südwest auf.
Im Sommer 2014 wechselte er zum SV Robern in die Kreisliga. Dort beendete er im Sommer 2018 seine Karriere.